# Zajezitveno jezero Kariba
Zajezitveno jezero Kariba je po prostornini največje umetno jezero in rezervoar na svetu. Leži 1300 kilometrov gorvodno od ustja reke Zambezi v Indijskem oceanu, ob meji med Zambijo in Zimbabvejem. Jezero Kariba je bilo napolnjeno med letoma 1958 in 1963 po dokončanju jezu Kariba na njegovem severovzhodnem koncu, s čimer je poplavljena soteska Kariba na reki Zambezi.
Zimbabvejsko mesto Kariba je bilo zgrajeno za gradbene delavce na jezu jezera, medtem ko so se nekatera druga naselja, kot sta vas Binga in Mlibizi v Zimbabveju ter Siavonga in Sinazongwe v Zambiji, razširila, da bi nastanila ljudi, ki so bili zaradi zajezitve reke razseljeni.

## Fizične značilnosti
Zajezitveno jezero Kariba je dolgo več kot 223 kilometrov in široko do 40 kilometrov. Pokriva površino 5580 kvadratnih kilometrov, njegova prostornina pa je 185 kubičnih kilometrov. Povprečna globina jezera je 29 metrov, največja pa 97 metrov. Po prostornini je največji umetni rezervoar na svetu, štirikrat večji od jezu Tri soteske. Domneva se, da je ogromna masa vode povzročila inducirano seizmičnost v seizmično aktivnem območju, vključno z več kot 20 potresi z magnitudo več kot 5 po Richterjevi lestvici.
Jezero ima več otokov, vključno z otoki Maaze, Mashape, Chete, Sekula, Sampa Karuma, Fothergill, Spurwing, Snake Island, Antelope Island, Bed Island in Chikanka.

## Ekologija
Med polnjenjem jezera je bila voda bogata s hranili, ki so prihajala iz razpadajočega, poplavljenega rastlinja, kar je ustvarilo debelo plast rodovitne zemlje na kopnem, ki je postalo jezersko dno. Posledično je ekologija jezera Kariba živahna. V jezero je bilo vnesenih več vrst rib, predvsem sardinam podobna kapenta (pripeljana iz Tanganjiškega jezera), ki zdaj podpira cvetoč komercialni ribolov. Med drugimi prebivalci jezera Kariba so nilski krokodili in veliki povodni konji.
Divja riba, zlasti tigrovke (Hydrocynus), ki je bila med avtohtonimi vrstami rečnega sistema Zambezi, zdaj uspeva na kapenti, kar posledično spodbuja turizem. Zambija in Zimbabve zdaj poskušata razviti turistično industrijo vzdolž svojih obal jezera Kariba.
Ob obalah patruljirajo afriški jezerec, kormorani in druge vodne ptice, prav tako veliko število slonov in drugih vrst velike divjadi, vključno z levi, gepardi, leopardi, bivoli in številnimi manjšimi vrstami divjadi na ravninah. Južni narodni park Matusadona je bil nekoč zatočišče črnih in belih nosorogov, vendar je nedavni krivolov njihovo število močno zmanjšal.

## Zavarovana območja
Del zajezitvenega jezera Kariba, ki spada v Zimbabve, je bil imenovan za rekreacijski park znotraj Zimbabvejskega parka in rezervata za divje živali.